# بوتهل (نیدرزاکسن)
بوتهل (به آلمانی: Bothel) یک شهر در آلمان است که در Bothel واقع شده‌است. بوتهل ۲٬۴۶۲ نفر جمعیت دارد.